# Hortaleza (distrito)
Hortaleza é um distrito da cidade espanhola de Madrid. Tem uma superfície de 28,01 km² e conta com 153.848 habitantes.

## Bairros
Este distrito está dividido em seis bairros:
- Apóstol Santiago
- Canillas
- Palomas
- Pinar del Rey
- Piovera
- Valdefuentes

## Património
- Silo de Fortaleza
- Parque Huerta de la Salud
- Igreja Ortodoxa de Santa Maria Madalena
- Parque Florestal de Valdebebas
- Edifício Mirador